# Bulágoras
Bulágoras de Samos (en griego antiguo: Βουλαγόρας; Samos - Crotona), fue un filósofo griego de la escuela pitagórica del siglo V a. C.
Bulágoras fue conocido por ser uno de los sucesores de Pitágoras al frente de su escuela, después de Aristeo de Crotona y de Mnesarco de Crotona, hijo del propio Pitágoras. Esto ocurrió durante la toma de Crotona por Dionisio I de Siracusa hacia el año 450 a. C. Le sucedió el filósofo Gartida de Crotona.